# Motor assíncrono

Esquema de um motor assíncrono com rotor em forma de gaiola de esquilo.

Motor assíncrono de Indução é um motor elétrico de corrente trifásica, bifásica, ou monofásica, cujo rotor está excitado pelo estator e a velocidade de rotação não é proporcional à frequência da sua alimentação (a velocidade do rotor é menor que a do campo girante, devido ao escorregamento). O rotor assíncrono pode ser de dois tipos: gaiola de esquilo ou bobinado.
No caso do rotor "gaiola de esquilo" a magnetização do núcleo se dá pelo escorregamento do campo magnético (o campo magnético gira em torno do eixo central do motor) fazendo com que circule uma tensão e uma corrente induzida através das barras da gaiola, que tem suas extremidades unidas por um anel condutor.
A velocidade de rotação do eixo (assíncrona) pode ser calculada a partir da velocidade do campo girante (síncrona), visto que a diferença entre elas é o escorregamento. Velocidade Síncrona é o resultado do produto da frequência (Hz) da rede elétrica (AC) e o número 120 (constante), dividido pelo número de polos. 
Exemplo para um motor de IV polos, 60 Hz e 3% de escorregamento: 
- Vel. Sínc. = 60 x 120 / 4 = 1800 RPM
- Vel. Assínc. = 1800 x 97% = 1746 RPM

## Princípio de Funcionamento
Quando os enrolamentos localizados nas ranhuras do estator são sujeitos a uma corrente alternada, gera-se um campo magnético no estator. Por consequência no rotor surge uma força eletromotriz induzida devido ao fluxo magnético variável que atravessa o rotor. Esta f.e.m. induzida dá origem a uma corrente induzida no rotor que tende a opor-se à causa que lhe deu origem, criando assim um movimento giratório no rotor. 